# Josef Roth von Limanowa-Łapanów
Josef Freiherr Roth von Limanowa-Łapanów (Trst, 12. listopada 1859. – Beč, 9. travnja 1927.) je bio austrougarski general i vojni zapovjednik. Tijekom Prvog svjetskog rata zapovijedao je XIV i XX. korpusom na Istočnom i Talijanskom bojištu. 

## Vojna karijera
Josef Roth je rođen 12. listopada 1859. u Trstu. Pohađao je vojnu školu u St. Poltenu, te Terezijansku vojnu akademiju u Bečkom Novom Mjestu, nakon čega s činom poručnika služi u 21. bojnoj vojne policije. Od 1884. pohađa Vojnu akademiju u Beču, te nakon završetka iste služi najprije u 71. pješačkoj brigadi smještenoj u Rijeci, potom u 13. pješačkoj brigadi u Osijeku, te na kraju u stožeru XII. korpusa sa sjedištem u Hermannstadtu. U studenom 1889. promaknut je u satnika, dok se početkom 1890. vraća u Beč služeći u 13. pješačkoj diviziji, te nakon toga u ministarstvu rata. U studenom 1895. unaprijeđen je u čin bojnika, te je istodobno imenovan načelnikom stožera 12. pješačke divizije u Krakowu. Navedenu dužnost obnaša do 1897. kada postaje načelnikom stožera V. korpusa smještenog u Pressburgu. U svibnju iduće, 1898. godine, promaknut je u čin potpukovnika.
Godine 1900. kratko služi u 76. pješačkoj pukovniji smještenoj u Grazu, da bi potom u svibnju 1901. postao voditeljem novoustrojenog odjela Glavnog stožera za naobrazbu i vježbu. U studenom te iste godine promaknut je u čin pukovnika, dok je u čin general-bojnika unaprijeđen u svibnju 1908. godine kada postaje zapovjednikom 94. pješačke brigade koja je bila smještena u Tolminu. U travnju 1910. postaje ravnateljem Terezijanske vojne akademije zamijenivši na tom mjestu Arthura Giesl von Gieslingena koju dužnost obnaša sve do početka Prvog svjetskog rata. U međuvremenu je, u svibnju 1912., promaknut u čin podmaršala.

## Prvi svjetski rat
Na početku Prvog svjetskog rata Roth postaje zapovjednikom 3. pješačke divizije koja se na Istočnom bojištu nalazila u sastavu 4. armije pod zapovjedništvom Rudolfa von Brudermanna. Zapovijedajući navedenom divizijom sudjeluje u Galicijskoj bitci u kojoj uspješno izvlači svoju diviziju iz teškog položaja nakon poraza u Bitci kod Rava-Ruske. U listopadu 1914. imenovan je zapovjednikom XIV. korpusa koji se nalazio u sastavu 1. armije koja je držala položaje duž rijeke San. Ubrzo nakon preuzimanja dužnosti ruski napad uzrokovao je povlačenje austrougarskih snaga zbog kojeg je nastala praznina od otprilike 100 km između 3. i 4. armije. Na osnovi jedinica XIV korpusa formirana je posebna Grupa Roth pod Rothovim zapovjedništvom koja u Bitci kod Limanowe-Lapanowa uspijeva zaustaviti rusko napredovanje i tako spriječiti okruženje Krakowa i ruski prodor u Šlesku. Za navedeni uspjeh Roth je odlikovan ordenom vojnog reda Marije Terezije.
U svibnju 1915. Roth sa XIV korpusom u sastavu 1. armije sudjeluje u ofenzivi Gorlice-Tarnow. U navedenoj ofenzivi Roth sudjeluje u borbama oko Tarnowa i Lublina, te potom Kowela. U rujnu 1915. promaknut je u čin generala pješaštva, te je premješten na Talijansko bojište gdje zapovijeda IV. i V. okrugom Zemaljske obrane Tirola. U ožujku 1916. imenovan je zapovjednikom Zemaljske obrane Tirola zamijenivši na tom mjestu Viktora Dankla koji je postao zapovjednikom novoformirane 11. armije. Nakon neuspjeha Tirolske ofenzive Roth preuzima zapovjedništvo nad XX. korpusom.
U svibnju 1916. Rothu dobiva plemićku titulu viteza, te naslov "von Limanowa-Lapanow". Nakon uspjeha Kobaridske ofenzive obrana Tirola više nije bila ugrožena, pa je Rothu traženo novo mjesto. Na kraju je u veljači 1918. promaknut u general-pukovnika, te imenovan glavnim inspektorom vojnih obrazovnih institucija. Navedenoj dužnosti u ožujku je pridodana i dužnost glavnog inspektora za povratnike u sklopu koje je bio nadležan za zarobljene austrougarske vojnike koji su se nakon završetka borbi na Istočnom bojištu počeli vraćati u Austro-Ugarsku. Navedene dužnosti obnaša sve do kraja rata. Pred sam kraj rata, 10. listopada 1918., uzdignut je u baruna.

## Poslije rata
Nakon završetka rata Roth je mirno živio u Beču. Bio je aktivan u veteranskim časničkim udrugama u kojima je obnašao razne dužnosti. Od 1925. bio je predsjednik ogranka časnika Vojnog reda Marije Terezije. Preminuo je 9. travnja 1927. u 68. godini života u Beču. Pokopan je na bečkom groblju Zentralfriedhof. Od 1891. bio je oženjen groficom Melanie Lasansky s kojom je imao dva sina i dvije kćeri.

## Vanjske poveznice
(eng.) Josef Roth na stranici Austro-Hungarian-Army.co.uk

(eng.) Josef Roth na stranici Oocities.org

(rus.) Josef Roth na stranici Hrono.ru

(njem.) Josef Roth na stranici Weltkriege.at

(njem.) Josef Roth na stranici Rainerregiment.at